# Skovlund (Varde Kommune)
Skovlund ist eine dänische Ortschaft mit 569 Einwohnern (1. Januar 2023 ) in der Kommune Varde, Region Syddanmark.
Die Dorfkirche Skovlund Kirke bildet den Mittelpunkt von Skovlund Sogn.
Skovlund verfügt über eine Efterskole (gegründet 1996) und eine Friskole, die 2012 die Gebäude der aufgegebenen Grundschule übernommen hat. Der Sportverein Skovlund Idrætsforening kann 2016 sein hundertjähriges Bestehen feiern. Seine Wurzeln reichen aber bis 1904 zurück, als der erste Fußball-Club gegründet wurde. Der Sportplatz Skovlund Stadion verfügt neben Fußball- und Handballfeldern über zwei aufblasbare Spielfelder für das Nachwuchstraining.

## Verkehr
Skovlund liegt zwischen Ølgod und Grindsted nahe der Sekundärroute 487 von Varde nach Give. Varde und Grindsted sind mit der Buslinie 98 erreichbar.
In 30 km Entfernung befindet sich der Flughafen Billund.

## Wirtschaft
Im Gewerbegebiet von Skovlund haben sich zahlreiche Unternehmen angesiedelt. Insgesamt bieten produzierendes Gewerbe, Landwirtschaft, Schulen, Händler und Dienstleister rund 450 Arbeitsplätze. Die größten Arbeitgeber sind Flensted, Pastella (Orkla Foods), DanBox und AKA Vejen, das Zentralbüro von FoodService Danmark und der Garderoben-Spezialist Mogensen.

## Geschichte
Skovlund gehörte bis 1970 zu Øster Horne Herred in Ribe Amt. 1970 bis 2007 war der Ort ein Teil der Kommune Ølgod, Ribe Amt.

## Kvie Sø
Vier Kilometer südöstlich liegt Kvie Sø, ein oligotropher sogenannter Lobeliensee, an dessen nährstoffarmem Wasser die geschützte Wasser-Lobelie gedeiht. Solche Biotope waren typisch für die westjütischen Heideseen, bevor durch die intensivierte Landwirtschaft verstärkter Nährstoffeintrag zum Problem wurde.